# Гривец
Гриве́ц (бел. Грывец) — деревня в составе Овсянковского сельсовета Горецкого района Могилёвской области Республики Беларусь.

## История
Упоминается в 1643 году как деревня в Козловичском войтовстве Шкловской волости в Оршанском повете Великого Княжества Литовского.

## Население
- 1999 год — 25 человек
- 2010 год — 13 человек